# 人間信頼性アセスメント
人間信頼性アセスメント（にんげんしんらいせいあせすめんと、英語:Human realibity assessment,HRA）はリスクアセスメントの1つで、人間の行動に関する評価全般のこと。具体的な手法名ではなく、アセスメントや分析方法の分類名に近い。人間信頼性分析方法はさまざまな方法がある。
その分析手法は多数あり、2つに分類され第1世代と第2世代がある。
- 第1世代 確率論的リスク評価(PRA)に基づく方法で、文字通り確率計算に基づくリスク評価をする。
- 第2世代 エラーの評価と定量化に基づく理論をより基づいている。1990年以降から研究されている。リスク評価よりリスク対応が目的である。

なお、人間信頼性については「人間信頼性」を参照、また、人間の行動抑制/失敗増加の要因については「人間信頼性#人の一般的な失敗要因」を参照。
（出典:Wikipedia( Human reliability,ATHEANA),ISO 31010）

## 第1世代
第1世代のは、確率論的リスク評価(PRA)に基づく方法で、文字通り確率計算に基づくリスク評価をする。
FMEA、イベントツリー分析を用いて、人間を機械の一部として考え、確率を出す方法である。
なお、HRA第2世代が出てきた後でも、第2世代にデメリットがあるため、HRA第1世代での解析手法の実施も研究も続いている。
基本的な手順は、他のリスクアセスメントと同様で、1)全体のコンテキストを把握、2)エラー発生確率の算出、エラー発生時の状態/エラーモードの特定、3)結果の文章化 を実施する。

### PRAベースの手法
人間の信頼性を分析する1つの方法は、確率論的リスク評価（PRA）の直接的な拡張である。
発電所で機器が故障するのと同じように、人間のオペレーターがエラーを犯す可能性がある。どちらの場合も、分析（機器の機能分解と人間のタスク分析）により、障害またはエラーの確率を割り当てることができる。
つまり、詳細レベルまで解明できる。
この基本的な考え方は、人的エラー率予測手法（THERP）の背景にある
 。
THERPは、PRAに組み込まれるヒューマンエラー確率を算出することを目的とする。
事故シーケンス評価プログラム（ASEP）の人間の信頼性手順は、THERPの簡略化された形式である。
関連する計算ツールは、Simplified Human Error Analysis Code（SHEAN）である
。
2005年頃、米国原子力規制委員会は、ヒューマンエラーの可能性を考慮に入れるために、標準化されたプラント分析リスク-ヒューマン信頼性分析（SPAR-H）方法を公開した

。

### 手法(第1世代)
- THERP（英語版） -人的エラー率予測手法。イベントツリー分析を用いて確率を求める
- HEART (人間信頼性アセスメント）（英語版） - ヒューマンエラー評価および削減手法
- 絶対確率判定（英語版） -  (正式名称不明)

### 長所・短所(第1世代)
(出典:ISO 31010)
- 長所
  - 発生確率を減らせる - ヒューマンエラーのエラーモード、発生確率を分析できにより対策ができる
  - 事前対策ができる - システムのリスク検討をする時に、形式的に判断できる

- 短所
  - 評価処理が難しい - 単純な失敗モード、発生確率の算出が難しい。人は疲労などの体調と得意不得意など複雑な行動と多様性があり特定が困難である
  - 行動が単純でない - 単なるT/Fで分析できないためイベントツリー解析が単純に適用できない

## 第2世代
第2世代のは、1990年頃、第1世代の欠点克服するために始まった。第1世代のは、確率計算を主課題とし、ミステイクへの対応、心理などにあまり着眼していなかった。第2世代では、人間行動の決定メカニズム（認知心理）を考慮している。
第2世代は認知制御(a cognitive theory of control)理論に基づく手法である。
なお、まだ新しい手法のため2021年時点で、ISOでの説明は第1世代が多く第2世代はあまりない。
第1世代の考え方は「人間を機械の一部として考え、エラー確率を出すこと」に対して、
第2世代の考え方は「人間の過誤はその作業のコンテキストに依存し、機械の故障とは違う」というものである。行動心理学などの考え方に基づく。
応用例:人間工学#医療分野

### 認知制御ベースの技術
エリック・ホルナゲル(Erik Hollnagel)は、コンテキスト制御モデル（COCOM）および認知信頼性およびエラー分析方法（CREAM）に関する彼の研究で、この考え方を発展させた。
人間行動の制御モードは、長期行動や計画、手順、現在の状況に基づく行動などを基に決まる。
COCOMは、これら人間の行動を一連の制御モードとしてモデル化し、これらの制御モード間の遷移がどのように発生するかのモデルを提案する。
制御モード遷移のこのモデルは、アクションの結果（成功または失敗）の人間のオペレーターの推定、アクションを達成するための残り時間（適切または不適切）、およびその時点での人間のオペレーターの同時目標の数を含む多くの要因で構成される。
CREAMは、COCOMに基づく人間の信頼性分析手法である。

### 手法(第2世代)
- ATHEANA（英語版）（A technique for Human Event Analysis、NUREG1624）- 人間の信頼性評価の分野で使用される手法（ヒューマンイベント分析の手法）。第1世代の確率計算後、第2世代の認知科学を適用する手法。
- CREAM (人間信頼性アセスメント)（Cognitive Reliability Error Analysis Method) - 認知的分析モデル
- スイスチーズモデル - 下記のコンテキスト分類後、スイスチーズモデルを適用した対策を実施することも多い
  - SHELLモデル
  - HFACS
  - 4M (安全工学)
  - 防護層解析

### 長所・短所(第2世代)
(出典:wikipedia(ATHEANA))
- 長所
  - エラー発生を抑える事前の方法を人間工学などを利用し検討できる。第1世代よりもエラー発生確率を下げられやすい。
  - 確率計算をしない分、対策が早い。第1世代の方法と比較して、インシデントの原因であることが知られているヒューマンファクターに関するコンテキストのより豊かで全体的な理解を提供することである
- 短所
  - 専門家が少ない - 1990年にできたばかりで理解できる専門の担当が少ない。研究に近い部分もある。
  - 確率評価ができない - 確率論的リスク評価（PRA）の観点から、HEPが生成されないことである。